# 9514 Deineka
9514 Deineka este un asteroid din centura principală de asteroizi.

## Descriere
9514 Deineka este un asteroid din centura principală de asteroizi. A fost descoperit pe 27 septembrie 1973 la Observatorul de Astrofizică din Crimeea de Liudmila Juravliova. El prezintă o orbită caracterizată de o semiaxă mare de 2,33 ua, o excentricitate de 0,26 și o înclinație de 2,4° în raport cu ecliptica.